# Rabenwald
Rabenwald est une ancienne commune autrichienne du district de Hartberg en Styrie.